# Đại học Kazimierz Wielki

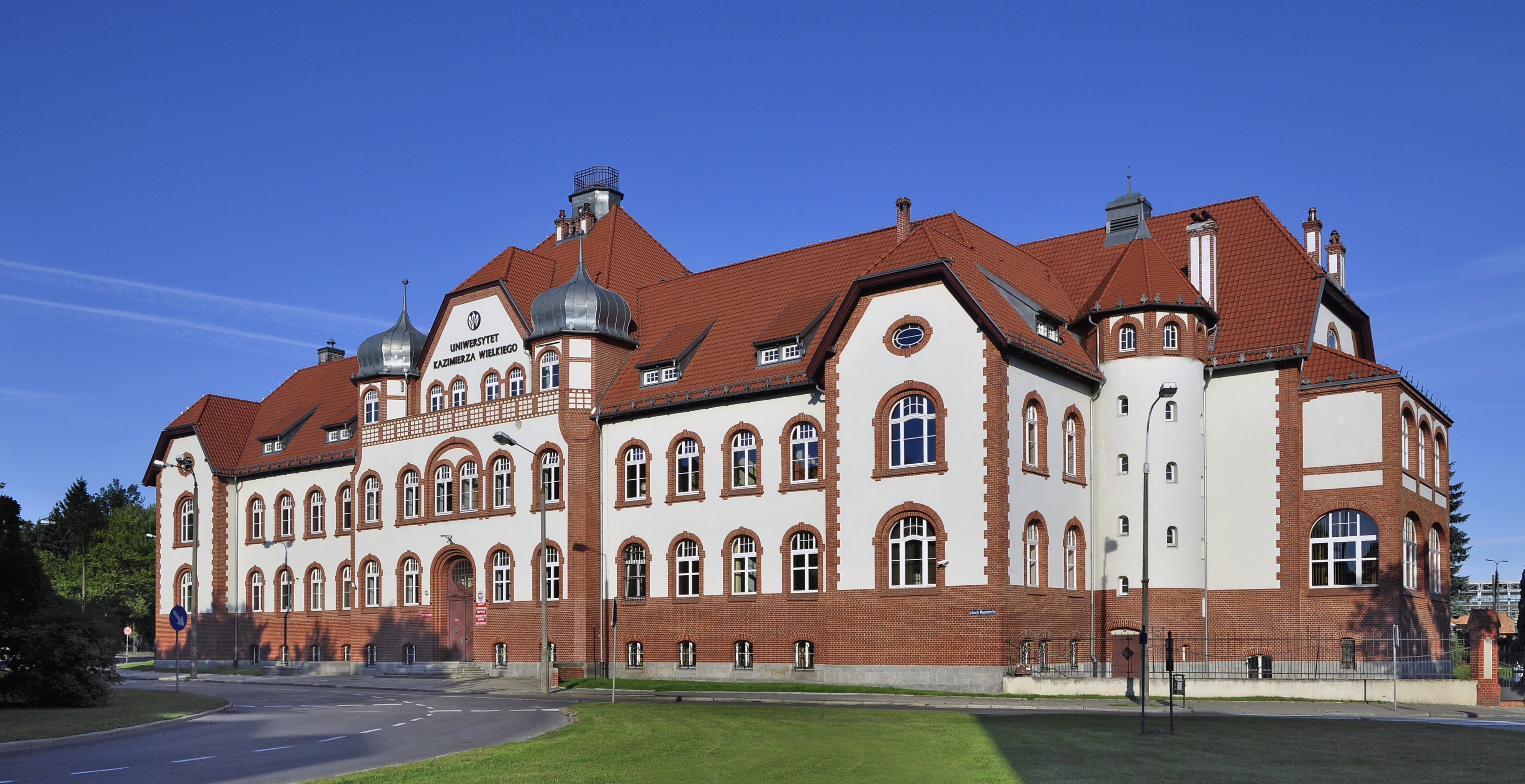
Tòa nhà chính của Khoa Toán, Vật lý và Công nghệ

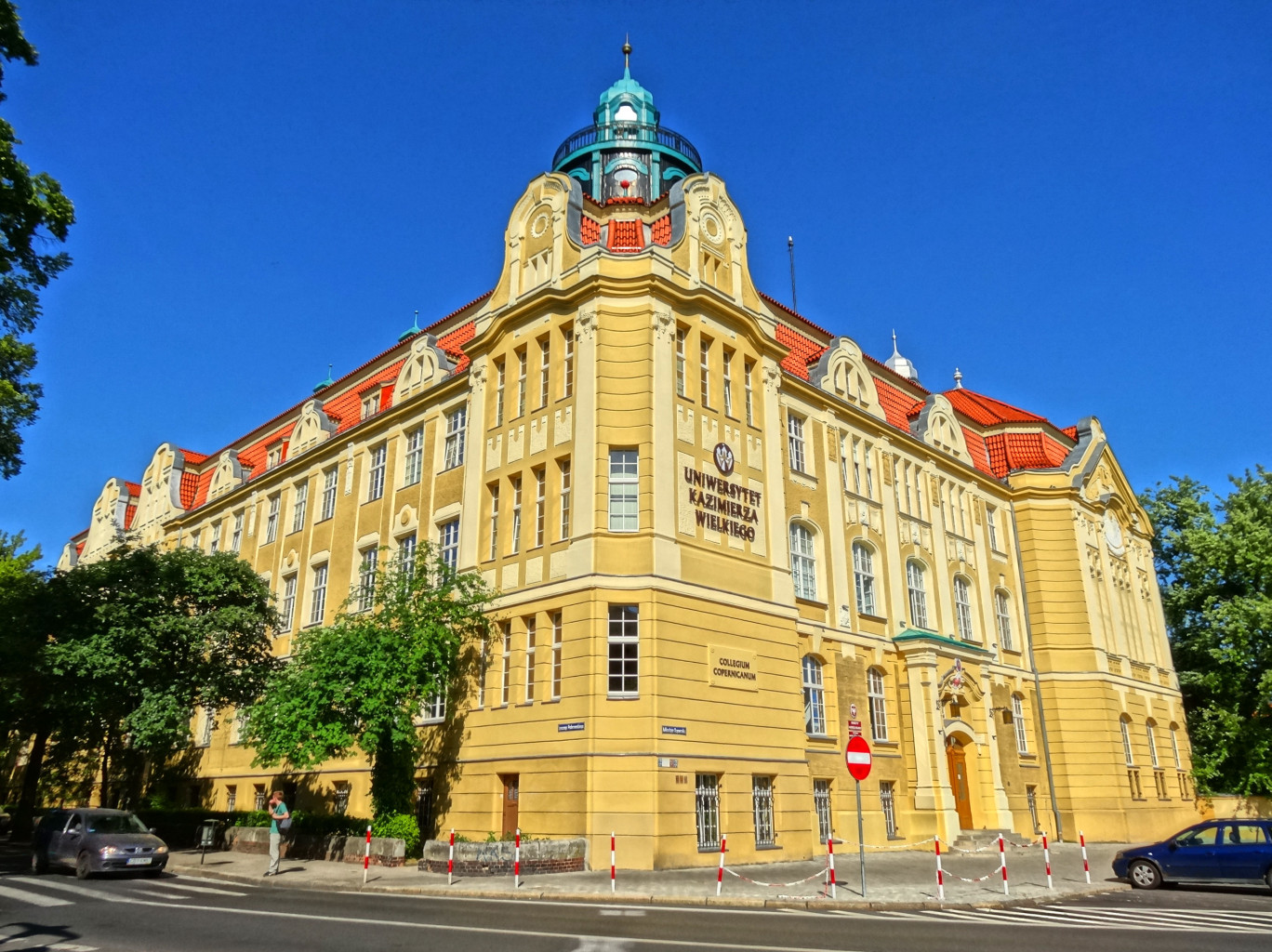
Viện cơ học và tin học ứng dụng

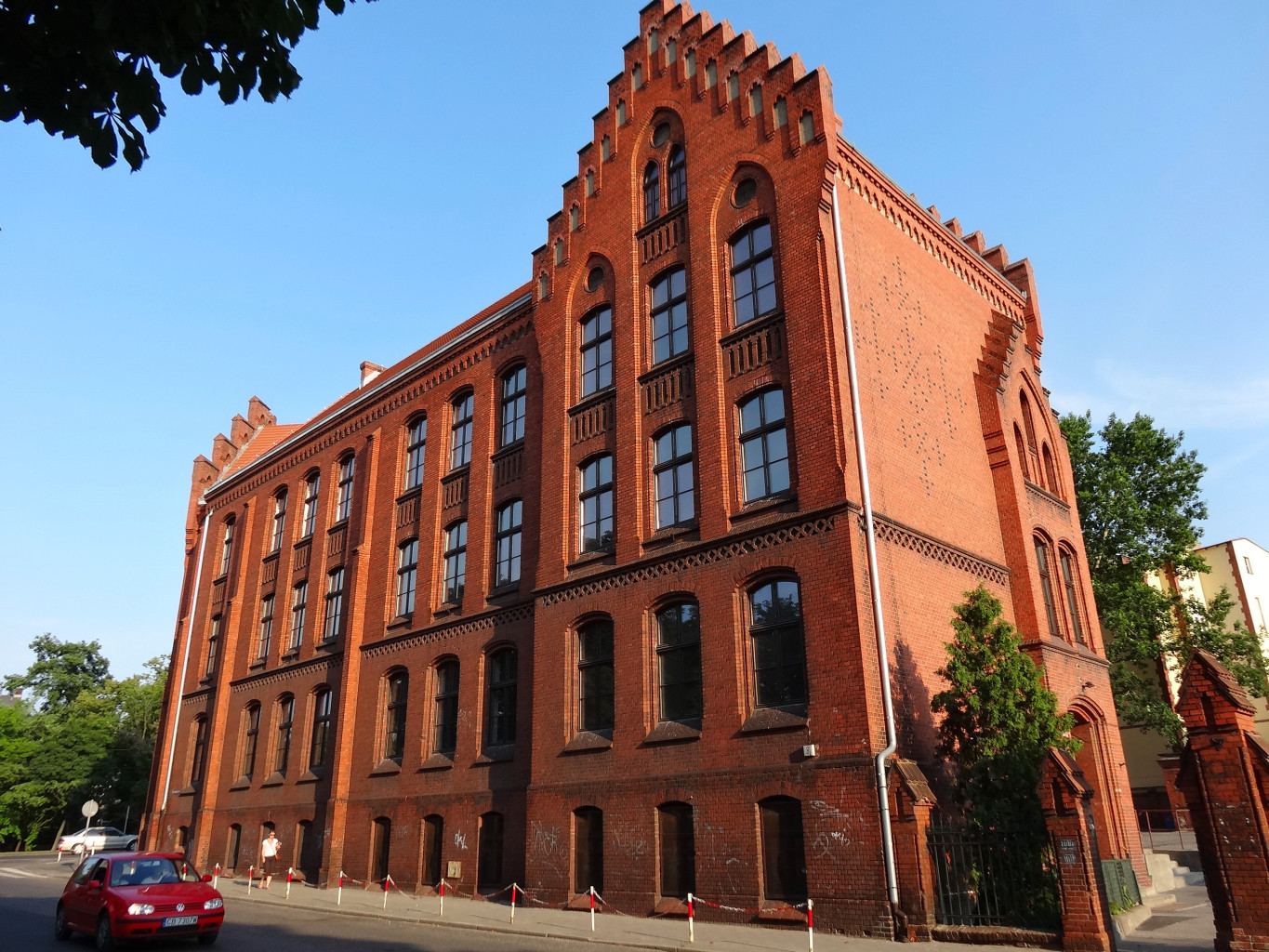
Khoa Báo chí và Truyền thông

Đại học Kazimierz Wielki (còn được gọi là Đại học Casimir Đại đế) là một trường đại học được nhà nước tài trợ ở Bydgoszcz, Ba Lan. Nó được đặt theo tên Vua Casimir III Đại đế của Ba Lan (1333-1370).

## Lịch sử
Đại học Kazimierz Wielki là một trường đại học công lập, được thành lập vào năm 1968. Ban đầu, đây là Trường Cao đẳng Sư phạm (1969-1974) với ba khoa: Nhân văn, Toán học và Khoa học tự nhiên, Sư phạm. Từ năm 1974-2000, nó trở thành trường Trung cấp sư phạm chuyên đào tạo giáo viên. Từ năm 2000-2005, nó được đổi thành Học viện Kazimierz Wielki của Bydgoszcz, kể từ ngày 13 tháng 5 năm 2005, nó chính thức trở thành Đại học Kazimierz Wielki.

## Các Khoa của trường
- Khoa nhân văn
- Khoa Toán, Vật lý và Khoa học Kỹ thuật
- Khoa Khoa học tự nhiên
- Khoa Sư phạm và Tâm lý học
- Khoa Hành chính và khoa học xã hội
- Khoa Giáo dục thể chất, Y tế và Du lịch

## Số lượng nhân viên và học sinh
Đại học Kazimierz Wielki cung cấp khoảng 100 khóa học cho sinh viên cũng như các khoá học về chuyên ngành. Năm 2010, đại học có khoảng 14.000 sinh viên theo học, trong đó 33% đến từ vùng Kuyavian-Pomeranian. Trường Đại học Kazimierz Wielki có khoảng 1.100 nhân viên, trong đó có 665 giảng viên và 150 giáo sư. [1]

## Bộ máy tổ chức
- Hiệu trưởng: GS. Janusz Ostoja-Zagórski
- Phó Hiệu trưởng chuyên về Tổ chức và Phát triển Đại học: GS. Piotr Malinowski
- Phó Hiệu trưởng chuyên về Nghiên cứu và Quan hệ Quốc tế: GS. Sławomir Kaczmarek
- Phó Hiệu trưởng chuyên về Giáo dục: GS. Roman Leppert
- Giám đốc hành chính: ThS. Ewa Warczak

## Xem thêm

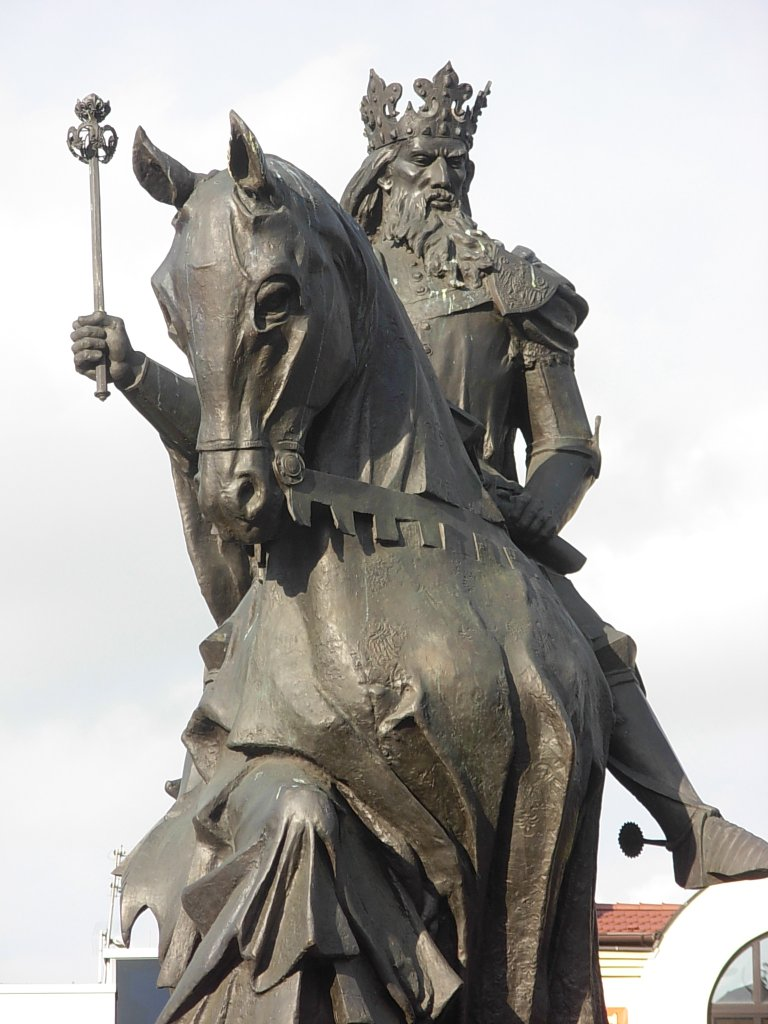
Casimir III bức tượng vĩ đại ở Bydgoszcz
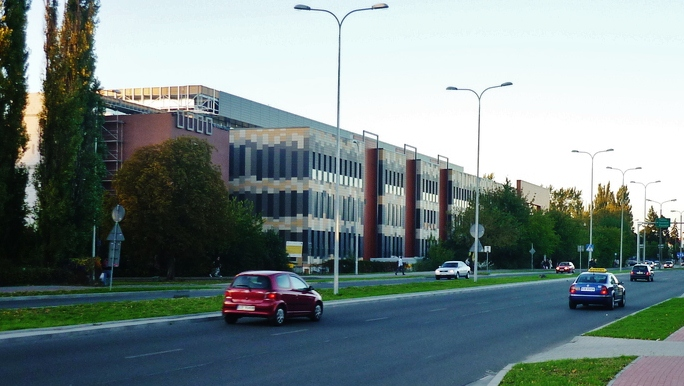
Xây dựng thư viện chính
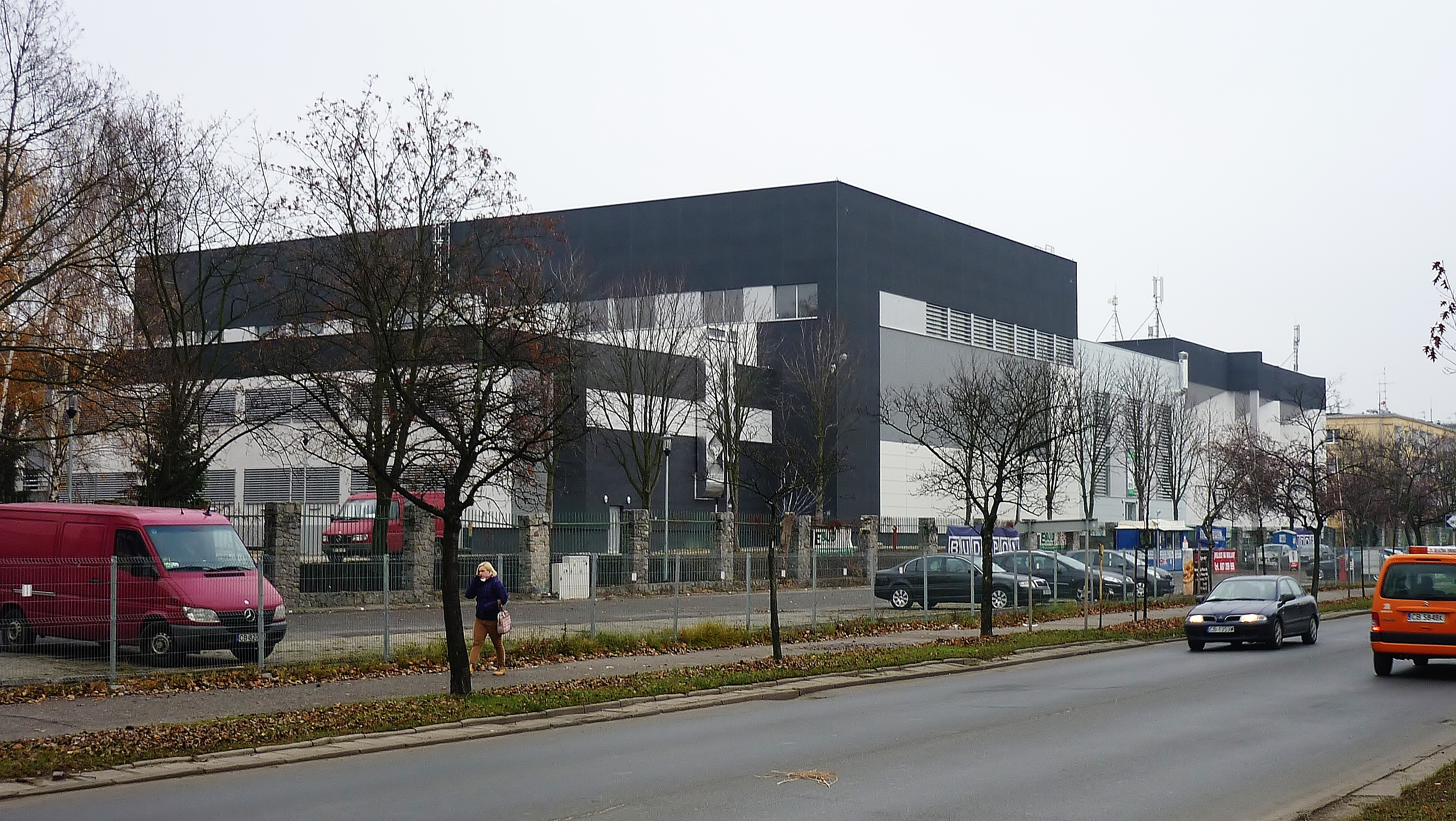
Trung tâm thể thao